# 2596 Вайну Баппу
2596 Вайну Баппу (2596 Vainu Bappu) — астероїд головного поясу, відкритий 19 травня 1979 року.
Тіссеранів параметр щодо Юпітера — 3,216.